# Camponotus arrogans
Camponotus arrogans är en myrart som först beskrevs av Smith 1858.  Camponotus arrogans ingår i släktet hästmyror, och familjen myror. Inga underarter finns listade.